# Burmai naptár
A burmai naptár (burmaiul: ကောဇာ သက္ကရာဇ် / Kauzá Szakkaráz, ’burmai naptár’; မြန်မာ သက္ကရာဇ် / Mjaumá Szakkaráz, ’mianmari naptár’) a mai Mianmarban használt szolunáris naptár, amelyben a hónapok holdhónapokon, az évek pedig sziderikus éveken alapulnak. A naptár nagyrészt a hindu naptár egy régebbi változatán alapul, bár az indiai rendszerekkel ellentétben a Metón-ciklus egyik változatát alkalmazza. A naptár tehát összeegyezteti a hindu naptár sziderikus éveit a Metón-ciklus csaknem tropikus éveivel úgy, hogy szabálytalan időközönként szökőhónapokat és szökőnapokat ad hozzá.
A naptárt folyamatosan használták különböző burmai államokban, a Srí Ksetra Királyságban i. sz. 640-ben történt feltételezett bevezetése óta, melyet Pyu-korszakként is emlegetnek. Egészen a 19. század végéig hivatalos naptárként használták a kontinens délkelet-ázsiai királyságaiban, így Arakanban, Lan Na Királyságban, Xishuangbannában, Lan Xangban, Sziámban és Kambodzsában.
Ma a naptárt csak Mianmarban használják hagyományos polgári naptárként a buddhista naptár mellett. Továbbra is használatos a hagyományos ünnepek, például a burmai újév megjelölésére, amelyek közül sok burmai buddhista jellegű.

## Története

### Eredete
A középkori burmai királyi krónikák a naptár eredetét az ókori Indiába, a Kali-juga korszak bevezetéséig, i. e. 3102-ig vezetik vissza. A krónikák szerint Anyszana király (အဉ္စန), Buddha anyai nagyapja módosította a naptárt i. e. 691-ben, amit újabb módosítások követtek a buddhista naptár i. e. 544. évi bevezetésekor. Ezt a naptárt vették át a mai Mianmar területén az időszámításunk kezdetén virágzó pju városállamok. Időközben i. sz. 78-ban Indiában ismét egy új időszámítás, a Salivahana-, más néven Szaka- vagy Szakra-kor bevezetésére került sor. Két évvel később a pju Sriksetra Királyság is átvette az új időszámítást, a későbbiekben példájukat a többi pju városállam is követte.
A krónikák tanúsága alapján a területen kialakult Pagan Királyság először továbbvitte a pjuk Salivahana-naptárát, de Puppá Szaurahan király (ur. 613–640) naptárreformja bevezette a Kauzá Szakkaráz (ကောဇာ သက္ကရာဇ်) néven ismert időszámítást, amely 638. március 22-én a nulladik évvel vette kezdetét. Az új naptárt elsősorban a közigazgatásban alkalmazták, a szakrális-vallásos szférában továbbra is a buddhista naptár maradt használatban.
A szakértők elfogadják a burmai krónikáknak a naptár észak-indiai eredetére vonatkozó adatait és burmai bevezetésének kronológiáját egészen az i. sz. 79-ben kezdődött „nagy korszakig” (မဟာ သက္ကရာဇ်, Mahá Szakkaráz). A legfrissebb kutatások azt mutatják, hogy a 320 körül Észak-Indiában bevezetett Gupta-naptár is használatban lehetett a pju városállamokban. A szakértők többsége azonban a módosított naptár bevezetését a Sriksetra Királysághoz köti, amelyet a később létrejött Pagan Királyság is átvett.

### Terjedése
A felvirágzó Pagan városából a naptár használata a 11. és a 13. század között elterjedt a Pagan Királyság más területein is. A naptárat először vidéki régiókban vagy szomszédos államokban használták, például nyugaton, Arakanban, valamint a mai Észak-Thaiföld és Kelet-Laosz különféle shan államaiban használták, amelyek a burmai újévhez kapcsolódó hagyomány mellett fogadták el a naptárat. A Chiang Mai krónikák és a Chiang Saen krónikák szerint Chiang Mai és Chiang Saen, valamint ezek adófizető államai közép- és felső Tai országban (Lamphun és Sukhothai kivételével) behódoltak Anawrahta királynak, és a 11. század közepén elfogadták a Mahá Szakkaráz naptárat, a Khmer Birodalom hagyományos naptára helyett.  A szakértők szerint azonban a legkorábbi bizonyítékok a burmai naptár megjelenésére a modern Thaiföldön csak a 13. század közepéről maradtak fenn.
Noha a naptár használata a következő évszázadokban elterjedt dél felé, a Sukhothai Királyságba, illetve keletre a laoszi államok felé, délebbre, az Ayutthaya Királyságba és keletebbre, a Lan Xang királyságba csak azután jutott el, miután Bayinnaung király a 16. században meghódította ezeket a királyságokat. Az ezt követő sziámi királyságok 1889-ig megtartották a burmai naptárt hivatalos naptárként Chulasakarat (Paliul: Culāsakaraj) néven. A sziámi elfogadás bizonyult a naptárhasználat fő beindítójának Kambodzsában, ami a 16. és 19. század között Sziám időszakos vazallusa volt. Hasonlóképpen, a naptár elterjedt a bengáli Chittagong régióban is, ahol az arakáni Mrauk-U Királyság uralkodott a 15. századtól a 17. századig.

### Fejlődése és változások
A burmai naptár számítási rendszere eredetileg a Thuriya Theiddantán (သူရိယသိဒ္ဓန္တ) alapul, amelyről azt gondolják, hogy elsősorban az ősi India (azaz az eredeti) Surya Siddhanta rendszerén alapul (azaz Ardharatrika tan). Az egyik legfontosabb különbség az indiai rendszerekhez képest az volt, hogy a burmai rendszer 19 éves interkalációs ütemtervet (Metón-ciklus) követett. Nem tudni biztosan, hogy a Metón-rendszer hol, mikor vagy hogyan került bevezetésre; a hipotézisek Kínától Európáig terjednek. 
A naptár megváltoztatására vonatkozó korábbi kísérletek felületesek voltak. A naptár 800. évfordulóján (1438. március 29.) Mohnyin Thado király újrakalibrálta a naptárt a 2. évre (a nulladik év 1436. március 18-án kezdődik). De a király alig egy évvel az elindítása után meghalt, így az új korszak néhány évvel később megszűnt. A következő javasolt módosítás 1638 márciusában volt, Prasat Thong sziámi király előkészületben volt a közelgő ezeréves évfordulóra, (1638. április 10.) és meg akarta változtatni a hónapok állati jelképeit. Mivel a szokás Burmában nem volt elterjedt, Thalun király elutasította a javaslatot.
Eközben a polgári szoláris és szolunáris évek közötti növekvő különbségek egyre nagyobb figyelmet kaptak. Az 1100. évforduló során (1738) egy új számítási rendszert javasoltak, amelynek célja az eredeti rendszer hibáinak kijavítása volt, ám a Toungoo udvartartás nem tett lépéseket ez ügyben. A jelenlegi Surya Siddhanta (azaz a Saura tan) 1786-ban került bevezetésre a Konbaung-udvarban, és kb. 50 év múlva fordították burmai nyelvre. Végül egy új rendszert, az úgynevezett Thandeikta-t javasolta Nyaunggan Sayadaw, egy buddhista szerzetes, az 1200. évben (1838.).
Az új rendszer az ötvözése volt az eredeti és a frissített Surya tanok között. Ellentétben az új Surya, a Thandeikta nem fogadja el a rendszer látszólagos számvetését; a közbeékelt éveket és hónapokat továbbra is használják. Ugyancsak megtartja azt a szokást, hogy a szökőhónap mindig Waso után van, és a szökőnap mindig a Nayon végén van, és csak olyan évben, ahol van szökőhónap. De a Thandeikta követi az új Surya-t kisebb változtatásokkal az év és a hónap hosszában. Az uralkodó metonikus ütemtervet módosították, és a szökőhónapokat úgy rögzítették, hogy megakadályozzák a szoláris és a szolunáris évek közti további eltéréseket. Sekkya Dewi hercegnő támogatásával, aki később Mindon király főkirálynéje lett, az új rendszert 1853-ban teljes mértékben elfogadták. Az akkori meglévő Metón-ciklushoz az első kiigazítást úgy hajtották végre, hogy betettek egy szökőhónapot 1201. évbe (1839.), az 1202. év (1840.) helyett.
Noha az új rendszerrel látszólag csökkent a különbség a naptár szoláris és holdévei között, de a naptárt nem tette pontosabbá a tényleges tropikus évhez viszonyítva. Valójában még rosszabb, mint a régi rendszer. (a Thandeikta szoláris éve körülbelül 23 perc, 51,4304 másodperccel haladja meg az átlagos szoláris évet, míg a Makaranta körülbelül 23 perc, 50,8704 másodperccel jár előrébb). Ennek eredményeként a naptár tovább sodródott a tényleges szoláris évtől. A naptárak rendszeresen a látszólagos számítások alapján módosították az interkalációs ütemtervet annak érdekében, hogy lépést tarthassanak a jövőbeli naptárak több éven keresztüli közzétételének költségével, de ez lehetetlen volt.
Összegezve: a naptár különböző időpontokban legalább három, kissé eltérő számítási módszert használt a szökőnapok és hónapok pontos idejének meghatározására.
| Korszak            | Meghatározás                              | Leírás |
| ------------------ | ----------------------------------------- | --- |
| Thuriya Theiddanta | 1215 ME előtt (1853-ig)                   | A Metón-ciklus meghatározza a szökőnapok és -hónapok beszúrási pontjait                                                                                        |
| Thandeikta         | 1215 ME–től 1311 ME-ig (1853–tól 1950-ig) | Módosított Metón-ciklus: Az első 4 hónapban a többletnapok száma határozza meg a szökőnap és -hónap beszúrási pontjait                                         |
| Jelenlegi          | 1312 ME-től (1950-től) a mai napig        | A jelenlegi rendszert a Mianmari Naptár Tanácsadó Testület használja; a többletnapok száma határozza meg az első 8 hónap szökőnap és -hónap beszúrási pontjait |

### Jelenlegi állapot
A naptár számos szárazföldi délkelet-ázsiai királyságban a 19. század második felében, az európai gyarmatosítás eljövetelével elesett a hivatalos státusztól. A Gergely-naptár 1863-ban Kambodzsában, 1885-ben Burmában és 1889-ben Laoszban váltotta fel a burmai naptárt. 1889-ben az egyetlen fennmaradt délkelet-ázsiai független királyság, Sziám szintén felváltotta a burmai naptárat, és hivatalos polgári naptárként váltott a Gergely-naptárra, és a Ratanakosin-korszakot (1. éve 1782-ben) pedig a hagyományos szolunáris naptárra.
Ma a naptárat csak a mianmari kulturális és vallási fesztiválokon használják. Thaiföld 1941 óta változtatott a buddhista naptár saját változatára, bár a Chulasakarat-korszak dátumai továbbra is a leggyakrabban használt és előnyben részesített formája az egyetemek történelmi tanulmányaiban. Az arakán naptárhoz hasonló Chittagong Magi-San naptárt továbbra Banglades etnikai kisebbségei használják.

## Szerkezete

### Nap
A naptár kétféle naptípust határoz meg: csillagászati és polgári napot. A burmai átlagos csillagászati nap éjféltől éjfélig tart, és a szinodikus hónap egyharmincadát teszi ki, vagyis 23 óra, 37 perc és 28,08 másodpercet. A polgári nap két részből áll, az első része napkeltekor, a második része napnyugtakor kezdődik. A gyakorlatban a csillagászati és a polgári nap négy időpontját (napkelte, dél, napnyugta és éjfél) használták hivatkozási pontokként. A polgári nap 8 baho (ဗဟို) (3 óra) vagy 60 nayi (နာရီ) (24 perc), minden baho egyenlő 7,5 nayi-val. A múltban egy gong (မောင်း) ütött minden nayi-t míg egy dob စည်) és egy harang (ခေါင်းလောင်း) minden bahó-t .
| típus   | Idő   | Burmai név | Leírás                     |
| ------- | ----- | ---------- | -------------------------- |
| Nap     | 1 óra | နံနက် တစ်ချက်တီး  | napkelte és dél között     |
| Nap     | 2 óra | နေ့ နှစ်ချက်တီး    | dél                        |
| Nap     | 3 óra | နေ့ သုံးချက်တီး     | dél és naplemente között   |
| Nap     | 4 óra | နေ့ လေးချက်တီး     | napnyugta                  |
| Éjszaka | 1 óra | ည တစ်ချက်တီး    | naplemente és éjfél között |
| Éjszaka | 2 óra | ည နှစ်ချက်တီး    | éjfél                      |
| Éjszaka | 3 óra | ည သုံးချက်တီး     | éjfél és napkelte között   |
| Éjszaka | 4 óra | နံနက် လေးချက်တီး   | napkelte                   |

Noha a köznapi használat soha nem terjedt ki a baho és nayi mérésein túl, a naptár egészen az ezredmásodperces időegységig elmegy. 
| Mértékegység  | Alegységek    | Becsült egyenértékű idő |
| ------------- | ------------- | ----------------------- |
| yet ရက်        | 8 baho        | 1 nap                   |
| baho ဗဟို       | 7,5 nayi      | 3 óra                   |
| nayi နာရီ       | 4 pat         | 24 perc                 |
| pat ပါဒ်        | 15 bizana     | 6 perc                  |
| bizana ဗီဇနာ    | 6 pyan        | 24 másodperc            |
| pyan ပြန်       | 10 khaya      | 4 másodperc             |
| khaya ခရာ      | 12 khana      | 0,4 másodperc           |
| khana ခဏ      | 4 laya        | 0,03333 másodperc       |
| laya လယ       | 1,25 anukhaya | 0,00833 másodperc       |
| anukhaya အနုခရာ | <alapegység>  | 0,00667 másodperc       |

Ezért a modern időegységek kifejezhetők:
| Mértékegység | Becsült egyenértékű burmai mértékegységek |
| ------------ | ----------------------------------------- |
| óra          | 2,5 nayi                                  |
| perc         | 2,5 bizana                                |
| másodperc    | 2,5 khaya                                 |

### Hét
A polgári hét hét napból áll. Szintén szokás volt a hét napját előre megadott számértékükkel nulla és hat között megjelölni. A Taninganwe (vasárnap) és Taninla (hétfő) nevek az óburmai nyelvből maradtak fenn, a többi a szanszkrit nyelvből származik.
| Numerikus jelölés | Név              | Leírás    |
| ----------------- | ---------------- | --------- |
| 0                 | Sanay စနေ         | szombat   |
| 1                 | Taninganwe တနင်္ဂနွေ | vasárnap  |
| 2                 | Taninla တနင်္လာ     | hétfő     |
| 3                 | Inga အင်္ဂါ         | kedd      |
| 4                 | Boddahu ဗုဒ္ဓဟူး     | szerda    |
| 5                 | Kyathabade ကြာသပတေး  | csütörtök |
| 6                 | Thaukkya သောကြာ      | péntek    |

### Hónap
A naptárban kétféle hónap van: a szinódikus hónap és az sziderikus hónap. A szinódikus hónapok az évek összeállítására szolgálnak, míg a 27 holdi szökőnap နက္ခတ် (နက္ခတ်; a szanszkrit nakshatrából), az állatöv 12 jele mellett, az asztrológiai számításokhoz is használják. (A naptár elismeri a Thuriya Matha nevű szoláris hónapot is, ami az év egytizenketted részének felel meg. A szoláris hónap azonban az év típusától függ, például tropikus év, sziderikus év stb.) A mianmari naptárban alapvetően egy hónap az az időszak, amelyben a hold fokozatosan teljes körré válik, majd fokozatosan eltűnik, és befejezi a megjelenés egy körforgását; a "hold" és a "hónap" szavak megegyeznek a "la (လ)" szóval Mianmarban. 
| Típus                         | Thuriya Theiddanta / napok átlagos száma | Thandeikta / napok átlagos száma |
| ----------------------------- | ---------------------------------------- | -------------------------------- |
| Szinodikus holdhónap စန္ဒရမာသ လ | 29,530583                                | 29,530587946                     |
| Sziderikus hónap နက္ခတ္တမာသ လ    | 27,3216574                               | 27,3216574                       |

A hónap napjait két részben számolják, növekedés (လဆန်း) és csökkenés (လဆုတ်). A 15. növekedés လပြည့် (လပြည့်) a polgári telihold napja. A polgári újhold napja (လကွယ်) a hónap utolsó napja (14. vagy 15. csökkenés). Az átlagos és a valódi újholdak ritkán esnek egybe. Az átlagos újhold gyakran megelőzi a valódi újholdat.
| Típus         | Napok        | Leírás                     |
| ------------- | ------------ | -------------------------- |
| Növekedés လဆန်း | 1-15         | újholdtól a teliholdig     |
| Telihold လပြည့်  | 15           | telihold                   |
| Csökkenés လဆုတ် | 1–14 vagy 15 | telihold és új hold között |
| Újhold လကွယ်    | 15           | Újhold                     |

Mivel a szinodikus holdhónap körülbelül 29,5 nap, a naptár felváltva használja a 29 és 30 napos hónapokat. A 29 napos hónapok neve: yet-ma-son la (ရက်မစုံလ), a 30 napos hónapoké: yet-son la (ရက်စုံလ). Más délkelet-ázsiai szokásokkal ellentétben a burmai naptár burmai neveket használ hónapnevekként. Noha a nevek idegennek tűnnek a modern burmai fül számára, három kivételével mind régi burmai eredetű. A három kivétel - Mleta / Myweta (မ္လယ်တာ / မြွယ်တာ), Nanka (နံကာ), Thantu (သန်တူ) - amelyek mindegyike a buddhista nagyböjt idejére esik, helyükbe újabb burmai nevek kerültek (Waso, Wagaung, Thadingyut), amelyek régen csak a három hónap teliholdas napjait jelentették.
| Burmai            | Mon nyelven                    | Napok száma (nem szökőévben) |
| ----------------- | ------------------------------ | ---------------------------- |
| Tagu တန်ခူး          | Ce စဲ, / coa /                  | 29                           |
| Kasonကဆုန်          | Pas ပသာ်, / pəsaik /             | 30                           |
| Nayon နယုန်         | Hje ဇှ်ေ, / cèh /                 | 29                           |
| Waso ဝါဆို           | Daguin ဓဂိုန်, / həkɜ̀n /          | 30                           |
| Wagaung ဝါခေါင်       | Sresi သ္ဍဲသဳ, / hədoa sɔe /       | 29                           |
| Tawthalin တော်သလင်း    | Bhat ဘတ်, / phòt /              | 30                           |
| Thadingyut သီတင်းကျွတ်  | Hva ဝှ်, / wòh /                 | 29                           |
| Tazaungmon တန်ဆောင်မုန်း | Gahtuin ဂထိုန်, / kəthɒn /        | 30                           |
| Nadaw နတ်တော်         | Mreggatui မြေဂ္ဂသဵု, / pəròikkəsɒ / | 29                           |
| Pyatho ပြာသို         | Puh ပုဟ်, / paoh /               | 30                           |
| Tabodwe တပို့တွဲ       | Ma မာ်, / màik /                 | 29                           |
| Tabaung တပေါင်း       | Phawraguin ဖဝ်ရဂိုန်, / phɔrəkɜ̀n / | 30                           |

Nagy szökőévekben, a Nayon hónapja kap egy plusz szökőnapot, amelynek yet-lun ရက်လွန် a neve (ရက်လွန်) vagy yet-ngin (ရက်ငင်), és 30 napja van. Az arakáni naptárban a Tagu hónap kap egy plusz szökőnapot a nagy szökőévekben.

### Év

#### A csillagászati év típusai
A naptárban három fajta csillagászati év van: tropikus év, sziderikus év és anomalisztikus év.
| Év neve                       | Leírás         | Az eredeti Surya átlagos szoláris napjainak száma | Thandeikta átlagos szoláris napjainak száma |
| ----------------------------- | -------------- | ------------------------------------------------- | ------------------------------------------- |
| Thawanamatha Hnit သာဝနမာသနှစ်     | tropikális év  | 365,25875                                         | 365,2587564814                              |
| Nekkhattamahta Hnit နက္ခတ္တမာသနှစ် | sziderikus év  | 365,2729132                                       |                                             |
| Thuriyamatha Hnit သူရိယမာသနှစ်     | anomalisztikus | 365,2770951                                       |                                             |

#### A naptári év típusai
A burmai naptár egy szolunáris naptár, melyben a hónapok holdhónapokon, az évek pedig szoláris éveken alapulnak. Elsődleges célja az, hogy szabályozza a holdi részt, hogy lépést tartson a szoláris résszel. A holdhónapok általában tizenkettő, felváltva 29 napot és 30 napot tartalmaznak, így egy normál holdévben 354 nap lesz, szemben a ~ 365,25 napos szoláris évvel. Ezért a holdévet valamilyen formában ki kell kiegészíteni. Ennek alapját az 57 éves ciklus biztosítja. Minden 57. évben tizenegy plusz nap kerül beillesztésre, és 19 évente hét további 30 napos hónap kerül beillesztésre (57 év alatt 21 hónap). Ez 20819 teljes napot biztosít mindkét naptárhoz.
A naptár beilleszt egy szökőhónapot (ဝါထပ်) a szökőévekben (ဝါငယ်ထပ်နှစ်), és néha egy szökőnapot is (ရက်ငင်) nagy szökőévekben (ဝါကြီးထပ်နှစ်). A szökőhónap nemcsak az év hosszát javítja, hanem a hónap felhalmozódási hibáját is egy fél nappal korrigálja. A hónap átlagos hosszát tovább korrigálták azzal, hogy hozzáadtak egy napot Nayon-hoz szabálytalan időközönként - valamivel több, mint hét alkalommal két ciklusban (39 év). A szökőnap soha nem kerül beillesztésre, kivéve egy olyan évet, ahol van szökőhónap. A hindu naptár az év bármelyik szakaszában beilleszt egy szökőhónapot, ha a felhalmozott töredékek meghaladják az egy hónapot. A burmai naptár ugyanakkor az év azonos időpontjában, a nyári napforduló után, mindig beilleszti szökőhónapot, míg az arakáni naptár a tavaszi nap-éj egyenlőséget követi.
A tényleges naptári év (Wawharamatha Hnit, ဝေါဟာရမာသနှစ်) 354, 384 vagy 385 napból áll. 
| Hónap      | Átlagos évben | Kis szökőévben | Nagy szökőévben |
| ---------- | ------------- | -------------- | --------------- |
| Tagu       | 29            | 29             | 29              |
| Kason      | 30            | 30             | 30              |
| Nayon      | 29            | 29             | 30              |
| Waso       | 30            | 30             | 30              |
| 2. Waso    | n / a         | 30             | 30              |
| Wagaung    | 29            | 29             | 29              |
| Tawthalin  | 30            | 30             | 30              |
| Thadingyut | 29            | 29             | 29              |
| Tazaungmon | 30            | 30             | 30              |
| Nadaw      | 29            | 29             | 29              |
| Pyatho     | 30            | 30             | 30              |
| Tabodwe    | 29            | 29             | 29              |
| Tabaung    | 30            | 30             | 30              |
| Teljes     | 354           | 384            | 385             |

A thaiföldi Chulasakarat-naptár valamivel eltérőbb módszert alkalmaz a szökőnap elhelyezésére. A szökőév helyett, mint például a burmai rendszerben, a thaiföldi rendszer egy különálló évbe helyezi. Így a thaiföldi kis szökőévnek 355 napja van, míg a thaiföldi nagy szökőévnek 384 napja van. Mindkét rendszer ugyanannyi nap van egy 19 éves ciklusban. Ráadásul, az indiai naptárakkal ellentétben, a burmai naptár a Metón-ciklust követi, amelyben a szökőhónapok egy meghatározott ütemezés szerint kerülnek beillesztésre. Mivel azonban a burmai naptárnak alkalmazkodnia kellett az indiai-naptárból származó sziderikus évekkel és a Metón-ciklus tropikus éveivel, ezért kihívást jelentett megtartani a Metón-ciklust.
Úgy tűnik, hogy a naptár több ütemtervet alkalmazott annak meghatározására, hogy a 19 évből melyik lesz a szökőév. Ahhoz, hogy megtudjuk, melyik évben lesz a szökőhónap, el kell osztani a burmai évet 19-cel. A hányados, ha megegyezik a Metón-ciklus beállított sorszámával, akkor szökőév lesz.
| Rendszer        | Szökőévek a 19 éves ciklusban |
| --------------- | ----------------------------- |
| 1740 előtt      | 2, 5, 8, 10, 13, 16, 18       |
| 1740-től        | 2, 5, 7, 10, 13, 15, 18       |
| 1892-től        | 1, 4, 7, 9, 12, 15, 18        |
| 1990-es évektől | 1, 4, 6, 9, 12, 15, 18        |

#### Az újév napja
Mivel a burmai naptár fő célja, hogy lépést tartson a szoláris évvel, az új évet mindig a szoláris év jelöli, amely arra az időpontra esik, amikor a Nap belép a Kos csillagképbe . A dátum, amely jelenleg április 16–17-re esik, az évek során lassan sodródott. A 20. században az újév április 15-16-ra esett, de a 17. században április 9-10-re esett vissza.
Ennek eredményeként a burmai naptár újév napjának nem kell az első hónapnak, a Tagu-nak az első napjára esnie; valójában szinte soha nem esik a Tagu első növekedésére. A Tagu szinte mindig két részre oszlik: Hnaung Tagu (နှောင်းတန်ခူး; "Késői Tagu"), az újév előtt, és Oo Tagu (ဦးတန်ခူး; "Korai Tagu") az újév napján és utána. Néhány évben az év a szoláris év mögött volt, hogy az új év a Kason-ra, Hnaung Tagu-ra és Hnaung Kason-ra နှောင်းကဆုန်; "Késői Kason") essen. Ezért csak az "1373-as Tagu" nem teljes, mivel az "1373-as Oo Tagu" 2011-nek felel meg, míg a "1373-as Tagu" 2012-nek felel meg.

### Ciklus
A naptárban egy 12 éves jovius ciklust alkalmaztak, amely átcsoportosította a holdhónapok neveit, és csatolta azokat az évekhez. A burmai ciklus nem a 60 évnél hosszabb indiai jovius ciklus. A gyakorlat a pogány korszakban létezett, de a 17. századra megszűnt. 
| Hányados (az év osztva 12-vel) | Név                   |
| ------------------------------ | --------------------- |
| 0                              | Hpusha ပုဿနှစ်           |
| 1                              | Magha မာခနှစ်            |
| 2                              | Phalguni ဖ္လကိုန်နှစ်       |
| 3                              | Chitra စယ်နှစ်           |
| 4                              | Visakha ပိသျက်နှစ်         |
| 5                              | Jyeshtha စိဿနှစ်         |
| 6                              | Ashadha အာသတ်နှစ်         |
| 7                              | Sravana သရဝန်နှစ်        |
| 8                              | Bhadrapaha ဘဒ္ဒြသံဝစ္ဆိုရ်နှစ် |
| 9                              | Asvini အာသိန်နှစ်          |
| 10                             | Krittika ကြတိုက်နှစ်        |
| 11                             | Mrigasiras မြိက္ကသိုဝ်နှစ်    |

### Korszak
A burmai hagyomány következő korszakokat elismeri. A buddhista naptár és a Kauzá Szakkaráz ma is használatban vannak Mianmarban.
| Burmai név                   | Leírás                                       | 0. év dátuma          |
| ---------------------------- | -------------------------------------------- | --------------------- |
| Mahá Szakkaráz မဟာ သက္ကရာဇ်      | Anjanasakaraj                                | i.e. 691. március 10. |
| Thathana Thekkarit သာသနာ သက္ကရာဇ် | Buddhista korszak                            | i.e. 544. május 13.   |
| Pyu (Saka) korszak ပျူ သက္ကရာဇ်   | Shalivahana korszak (Mahāsakaraj Thaiföldön) | 78. március 17.       |
| Kauzá Szakkaráz ကောဇာ သက္ကရာဇ်     | A jelenlegi burmai naptár Chulasakarat       | 638. március 22.      |
| Mohnyin Thekkarit မိုးညှင်း သက္ကရာဇ်  |                                              | 1436. március 18.     |

## Pontosság
A burmai naptár holdhónapokat használ, de megpróbál lépést tartani a szoláris évvel. A jelenlegi Thandeikta rendszer szoláris éve körülbelül 23 perc, 51,43 másodperccel hosszabb, mint a tényleges átlagos tropikus év (365,241289 nap). A régebbi Makaranta rendszer valójában valamivel pontosabb volt, 23 perccel 50,87 másodperccel járt a tényleges év előtt. Az alábbi táblázat bemutatja, hogy a Thandeikta hogyan kíván szűkebb különbséget (tehát jobb pontosságot) elérni Makaranta-nál. 
|                | Makaranta       | Thandeikta          |
| -------------- | --------------- | ------------------- |
| 19 szoláris év | 6939,91625 nap  | 6939,9163731466 nap |
| 235 holdhónap  | 6939,687005 nap | 6939,68816731 nap   |
| Különbség      | 0,229245 nap    | 0,2282058366 nap    |

A pontosság 0,0010391634 nappal (89,78371776 másodperc) lett jobb 19 év alatt, ami körülbelül 4,72546 másodperc évente. Ez a nyereség azonban csak látszat, mivel a Thandeikta a nyereséget úgy éri el, ha újradefiniálja az átlagos holdhónapot, amely így még pontosabb, és a szoláris évet, amely így kevésbé pontos. Az alábbi táblázat mindkét rendszer szoláris éveit mutatja a tényleges átlagos tropikus évhez viszonyítva. A Thandeikta évente 0,56 másodperccel kevésbé pontos, mint Makaranta.
|                                      | Makaranta                           | Thandeikta                               |
| ------------------------------------ | ----------------------------------- | ---------------------------------------- |
| 19 szoláris év / saját meghatározása | 6939,91625 nap                      | 6939,9163731466 nap                      |
| Tényleges 19 tropikus év             | 6939,601591 nap                     | 6939,601591 nap                          |
| Különbség 19 év alatt                | 0,314659 nap                        | 0,3147821466 nap                         |
| Évenkénti különbség                  | 23,84784 perc (1430,8704 másodperc) | 23,85717322 perc (1431,430393 másodperc) |

Összegezve: mindkét rendszer évente körülbelül 24 perccel több a tényleges tropikus évnél; a rendszerek interkalációs módszerei csak a belső hibát rögzítik; és Thandeikta kissé felgyorsítja az éves sodródást. A halmozódó hibák miatt az újév napja, amely 638-as indításakor a tavaszi nap-éj egyenlőséghez esett közel, most 2013. április 17-én esett vissza a 15 napos sodródás (a Julián és a Gergely naptárváltás után). A burmai naptárosok számítások felhasználásával és a Metón-ciklus interkalációs ütemtervének időszakos módosításával foglalkoztak ezzel a kérdéssel. Ennek a megközelítésnek az egyik legfontosabb hátránya, hogy a jövőbeli naptárakat nem lehet közzétenni néhány évnél tovább (gyakran még egy évnél tovább sem).

## Állatöv

### Évszakok
A burmai állatöv, akárcsak a nyugati állatöv, 12 jelre oszlik (yathi) (ရာသီ). A burmai jelek azonosak az indiai és a nyugati jelekkel, mivel az indiai és a nyugati állatövből származnak. Minden yathi 30 fokra van osztva (အင်္သာ); minden fok 60 percre (လိတ္တာ); és minden perc 60 másodpercre (ဝိလိတ္တာ).
| Hosszúság အင်္သာ | Jel ရာသီ       | Szanszkrit nyelven | Magyarul | Uralkodó bolygó ရာသီခွင် |
| ------------- | ------------ | ------------------ | -------- | -------------------- |
| 0 °           | Meittha မိဿ   | Mesha मेष           | Kos      | Mars                 |
| 30 °          | Pyeittha ပြိဿ  | Vṛiṣabha वृषभ       | Bika     | Vénusz               |
| 60 °          | Mehton မေထုန်   | Mithuna मिथुन        | Ikrek    | Merkúr               |
| 90 °          | Karakat ကရကဋ် | Karkaṭa कर्कट       | Rák      | Hold                 |
| 120 °         | Thein သိဟ်     | Simha सिंह           | Oroszlán | Nap                  |
| 150 °         | Kan ကန်       | Kanyā कन्या          | Szűz     | Merkúr               |
| 180 °         | Tu တူ         | Tulā तुला            | Mérleg   | Vénusz               |
| 210 °         | Byeissa ဗြိစ္ဆာ  | Vṛścika वृश्चिक       | Skorpió  | Mars                 |
| 240 °         | Danu ဓနု      | Dhanuṣa धनुष        | Nyilas   | Jupiter              |
| 270 °         | Makara မကာရ   | Makara मकर         | Bak      | Szaturnusz           |
| 300 °         | Kon ကုံ        | Kumbha कुम्भ         | Vízöntő  | Szaturnusz           |
| 330 °         | Mein မိန်      | Mīna मीन            | Halak    | Jupiter              |

### Holdi kastélyok
A állatövi hónap 27 napból áll, megközelítve a 27,321661 nap átlagos sziderikus hónapját. Így minden állatövi nap, az úgynevezett nekkhat, jelentése holdi kastély, vagy egy szegmens az ekliptika mentén, ami azt jelenti, hogy a Hold a Föld körül kering. Noha a nevek szanszkrit nevek burmai adaptációi, a burmai rendszer nem azonos a modern indiai rendszerrel. A burmai rendszer egyenlőtlen tereket használ minden szegmensnél (5 ° -tól 26 ° -ig), és az első szegmens, az Athawani, 350 ° hosszúságon kezdődik. A modern indiai rendszer 13 ° 20 ' -es (360 ° osztva 27-tel) szegmenseket használ egyenlően, az első szegmens, az Asvini, 0 ° -on kezdődik. Az alábbi lista a Thandeikta rendszert követi.

| Nap | Burmaiul                    | Szanszkrit nyelven | Mérték | Hosszúság |
| --- | --------------------------- | ------------------ | ------ | --------- |
| 1   | Athawani အဿဝဏီ               | Asvini             | 18°    | 350°–8°   |
| 2   | Barani ဘရဏီ                  | Bharani            | 10°    | 8°–18°    |
| 3   | Kyattika ကြတ္တိကာ               | Krittika           | 16°    | 18°–34°   |
| 4   | Yawhani ရောဟဏီ                 | Rohini             | 12°    | 34°–46°   |
| 5   | Migathi မိဂသီ                 | Mrigasiras         | 14°    | 46°–60°   |
| 6   | Adra အဒြ                     | Ardra              | 5°     | 60°–65°   |
| 7   | Ponnahpukshu ပုဏ္ဏဖုသျှု          | Punarvasu          | 27°    | 65°–92°   |
| 8   | Hpusha ဖုသျှ                   | Pushya             | 14°    | 92°–106°  |
| 9   | Athaleiktha အသလိဿ            | Aslesha            | 12°    | 106°–118° |
| 10  | Maga မာဃ                     | Magha              | 11°    | 118°–129° |
| 11  | Pyobba Baragonni ပြုဗ္ဗာ ဘရဂုဏ္ဏီ  | Purva Phalguni     | 16°    | 129°–145° |
| 12  | Ottara Baragonni ဥတ္တရာ ဘရဂုဏ္ဏီ | Uttara Phalguni    | 9°     | 145°–154° |
| 13  | Hathada ဟဿဒ                 | Hasta              | 10°    | 154°–164° |
| 14  | Seiktra စိတြ                  | Chitra             | 15°    | 164°–179° |
| 15  | Thwati သွာတိ                   | Svati              | 13°    | 179°–192° |
| 16  | Withaka ဝိသာခါ                 | Visakha            | 21°    | 192°–213° |
| 17  | Anuyada အနုရာဓ                | Anuradha           | 11°    | 213°–224° |
| 18  | Zehta ဇေဋ္ဌ                   | Jyeshtha           | 5°     | 224°–229° |
| 19  | Mula မူလ                     | Mula               | 13°    | 229°–242° |
| 20  | Pyobba Than ပြုဗ္ဗာသဠ်           | Purva Ashadha      | 15°    | 242°–257° |
| 21  | Ottara Than ဥတ္တရာသဠ်          | Uttara Ashadha     | 5°     | 257°–262° |
| 22  | Tharawun သရဝဏ်               | Sravana            | 13°    | 262°–275° |
| 23  | Danatheikda ဓနသိဒ္ဓ           | Dhanishtha         | 12°    | 275°–287° |
| 24  | Thattabeiksha သတ္တဘိသျှ         | Satataraka         | 26°    | 287°–313° |
| 25  | Pyobba Parabaik ပြုဗ္ဗာ ပုရပိုက်    | Purva Bhadrapada   | 10°    | 313°–323° |
| 26  | Ottara Parabaik ဥတ္တရာ ပုရပိုက်   | Uttara Bhadrapada  | 16°    | 323°–339° |
| 27  | Yewati ရေဝတီ                  | Revati             | 11°    | 339°–350° |

### Hétköznapok
A burmai állatövnek nyolc jele van a hétnapos hét során.
| Égtáj       | Burmaiul         | Szanszkrit nyelven | Magyarul        | Bolygó        |
| ----------- | ---------------- | ------------------ | --------------- | ------------- |
| Északkeleti | Taninganwe တနင်္ဂနွေ | Aditya             | vasárnap        | Nap           |
| Keleti      | Taninla တနင်္လာ     | Chandra            | hétfő           | Hold          |
| Délkeleti   | Inga အင်္ဂါ         | Angaraka           | kedd            | Mars          |
| Déli        | Boddahu ဗုဒ္ဓဟူး     | Budha              | Szerda délelőtt | Merkúr        |
| Északnyugat | rahu ရာဟု          | Rahu               | Szerdán délután | Holdcsomópont |
| nyugat      | Kyathabade ကြာသပတေး  | Bṛhaspati          | csütörtök       | Jupiter       |
| Északi      | Thaukkya သောကြာ      | Shukra             | péntek          | Vénusz        |
| Délnyugati  | Sanay စနေ         | Shani              | szombat         | Szaturnusz    |

## Változatok
A burmai naptárnak számos változata van a mai Mianmaron belül és kívül. A Mianmaron kívüli változatokat továbbra is használják, bár eltérő évszámozási rendszerben.

### Arakáni
Arakáni hagyomány szerint, a naptárt Thuriya Thehta (Dhanyawaddy dinasztia) király indította el. Egészen a 20. század elejéig az arakáni naptár a Makaranta rendszert alkalmazta, bár a burmai naptár a 19. század közepe óta a Thandeikta rendszert használja. Az arakáni naptárban a Tagu hónapja nagy szökőévekben kapja a plusz szökőnapot. Ráadásul az arakáni hagyományban csak az újév napját kísérik figyelemmel. Az arakáni naptárat Magi-San néven továbbra is használják a maghok Bangladesben.

### Chulasakarat
A burmai naptárt először a mai Észak-Thaiföldön, a 13. század közepén, és Thaiföld központjában a 16. század második felében fogadták el. Noha Lan Na, Lan Xang, Sziám és később Kambodzsa szárazföldi királyságai elfogadták a 638-ban kezdődő burmai korszakot, mindegyik régió megtartotta saját hagyományait és / vagy utána bevezette a saját módosításait. Például Kengtung, Lan Na, Lan Xang és Sukhothai naptárai továbbra is megtartották a hónapok számozását, annak ellenére, hogy a burmai naptár abbahagyta a számozott hónapok használatát a hónapnevek mellett. A számozási rendszer használata mindenesetre megelőzheti a burmai naptár bevezetését, mivel minden régiónak volt saját számozási rendszere. Az első számozott hónap Kengtung, Lan Na, Lan Xang és Sukhothai naptáraiban vezették be (a Tazaungmon (Karttika), Thadingyut (Asvina), (Nadaw) Margasirsha és (Nadaw) Margasirsha). Ez azt jelenti, hogy Thaiföldön az ősi szövegek és feliratok olvasása folyamatos odafigyelést igényel, nemcsak annak biztosítása érdekében, hogy az egyik megfelelően működik-e a megfelelő régióban, hanem a régiók közötti eltérések esetén is, amikor a behatolások a gyakorlatban eltéréseket okoznak. (Megjegyzés: Sukhothai és Lan Xang számozási rendszerei és a most elhagyott burmai számozási rendszer megegyezik.)
Hasonlóképpen, a kambodzsai és a thaiföldi rendszerek megtartották azt a gyakorlatot, hogy a 12 ciklusban az éveket elnevezik állatokról. A gyakorlat Burmában is létezett a pagan időszakban, de később megszűnt.
Ezenkívül Chulasakarat három hasonló, de nem azonos típusú holdévet használ, amelyet a burmai naptár használ. Minden naptár ugyanazon rendes éve 354 nap, a szökőév 384 nap. Ugyanakkor, míg a burmai naptár csak a Metón-ciklusnak megfelelően egy szökő ciklusban adja hozzá a szökőnapot, a sziámi naptár a szokásos évhez viszonyítja a szökőnapot. A sziámi naptár ugyanakkor hozzáadja a plusz napot (Jyestha / Nayon).
| Naptár       | Szabályos | Kis szökőév | Nagy szökőév |
| ------------ | --------- | ----------- | ------------ |
| Burmai       | 354       | 384         | 385          |
| Chulasakarat | 354       | 355         | 384          |

A számítási módszerek a 19. század közepén is eltértek, amikor a Konbaung-dinasztia a Thandeikta módszerre váltott, amely évente 0,56 másodperccel hosszabb, mint a régi rendszer.

### Dai
A kínai Xishuangbanna-i dai nép hagyományos Dai naptára nagyrészt a burmai naptáron alapul, bár ennek némi kínai befolyása is lehet.

## Jelenlegi használat
A burmai naptárt továbbra is számos mianmari ünnepnap meghatározására használják.
| Esemény neve                 | Burmai naptári dátum                 | Nemzetközi dátum  |
| ---------------------------- | ------------------------------------ | ----------------- |
| Tabaung telihold             | Tabaung telihold                     | március-április   |
| Burmai újévi fesztivál       | Szinte mindig Taguban, néha Kasonban | április 13–17.    |
| Buddha napja                 | Kason teliholdja                     | május-június      |
| A buddhista nagyböjt kezdete | Waso telihold                        | június-július     |
| A buddhista nagyböjt vége    | Thadingyut telihold                  | október-november  |
| Tazaungdaing Fesztivál       | Tazaungmon telihold                  | november-december |
| Nemzeti ünnep                | A Tazaungmon 10. csökkenése          | november-december |

### Angolul
1. ↑  (Oriental 1900: 375–376): "The invasion of Lavo [Laos] ascribed to Anawrahta was more probably the work of some of his successors."
2. ↑  (Ohashi 2001: 398–399): Astronomers of ancient India certainly knew of the Metonic cycle, and may have introduced the concept to Southeast Asia. However, the Metonic cycle, is incompatible with sidereal based Hindu calendars, and thus was not (and still is not) used in Hindu calendars. (Chatterjee 1998: 151) suggests that the Metonic system was introduced to Burma by Europeans. (Ohashi 2001: 398–399) rejects Chatterjee's hypothesis saying that "no other trace of European influence is found in South-East Asian astronomy." Instead, (Ohashi 2001: 401–403) suggests that China may have been the source of the Metonic cycle.
3. ↑  (Simms and Simms 2001: 204–210) Laos became a French protectorate in March 1889 although the former overlord Siam would not acknowledge it until October 1893.
4. ↑  archaic spelling ပဟိုရ် as seen in the Maha Yazawin chronicle (Maha Yazawin Vol. 2: 260)
5. ↑  (Kala Vol. 1 2006: 38): According to Burmese tradition, the Buddha died on the full moon day of Kason 148 Anjanasakaraj.
6. ↑  (Luce Vol. 2 1970: 336): According to planetary positions, the current Burmese era technically began at 11:11:24 on 22 March 638.

## Fordítás
Ez a szócikk részben vagy egészben  a   Burmese calendar című angol Wikipédia-szócikk ezen változatának fordításán alapul.  Az eredeti cikk szerkesztőit annak laptörténete sorolja fel. Ez a jelzés csupán a megfogalmazás eredetét és a szerzői jogokat jelzi, nem szolgál a cikkben szereplő információk forrásmegjelöléseként.

## Lásd még
- Buddhista naptár